# Hadjé Halimé
Hadjé Halimé   (Regió de Salamat, 1930 - N'Djamena, 7 de gener de 2001) va ser una activista, educadora i política txadiana.

## Biografia
Halimé va néixer en una ciutat de la regió de Salamat el 1930. La seva mare era de Salamat i el pare d'Abéché. Ella es va implicar amb el Partit Progressista Txadià (PPT) el 1950, mentre treballava com a instructora corànica. Va poder ensenyar dones que no sabien francès gràcies al seu coneixement de l'àrab txadià. En aquell moment, només tenia un coneixement limitat del francès. Va estar molt a prop de Gabriel Lisette, el fundador del partit, i de la seva dona, Lisette Yéyon. Ella es va fer responsable de reclutar dones del nord després de la reunió general del 2 d'abril de 1950. Halimé va criticar durament l'impost de l'administració colonial, i va declarar que si el PPT aconseguia una victòria, l'impost seria abolit per a tots malgrat que la plataforma demanava acabar amb l'impost només sobre les dones. Va explicar que «les dones eren arrestades a la seva arribada al mercat o a qualsevol altre lloc. Només les van deixar anar quan van pagar l'impost, que era de 370 rials per persona». Va declarar que Lisette era el líder indiscutible del partit, malgrat l'ascens de François Tombalbaye, un polític del sud del Txad, i va viatjar a França per instància de Lisette per a reunir-se amb el polític francès René Coty.
Tanmateix, el 1959 i el 1960, Tombalbaye va obtenir el poder i Lisette va ser apartat del partit. Halimé es va convertir en l'objectiu de la repressió poc després de la independència, a diferència de la seva col·lega del PPT Kaltouma Nguembang. Com a part d'una purga dels propers a Lisette, l'únic fill d'Halimé va ser assassinat i ella va ser arrestada el setembre de 1963. Al principi, va ser portada a Massenya, a la regió de Chari-Baguirmi, després a una presó central de N'Djamena (la capital del Txad), i finalment a una temuda presó de Kela. A la presó de Kela, va ser torturada regularment per guàrdies amb electrocució mentre que oficials de l'exèrcit francès i israelià ho supervisaven. La seva tortura va provocar que perdés totes les ungles i els cabells. Malgrat Tombalbaye volia que Halimé fos assassinada, un oficial francès li va salvar la vida. En una entrevista, va declarar que gràcies a la seva fe va ser capaç de seguir suportant les tortures. Finalment va ser alliberada el 28 d'abril de 1975, dies després de l'enderrocament de Trombalbaye i del seu règim. De les 600 persones que van ser empresonades durant aquesta purga, ella va ser una de les 45 que van sobreviure.
Lisette, que s'havia exiliat a França, va portar-la a París per rebre tractament mèdic. Halimé va passar un temps en un hospital de la Costa d'Ivori, on el president Félix Houphouët-Boigny va ordenar que la seva atenció mèdica fos gratuïta. Posteriorment es va incorporar al Front d'Alliberament Nacional del Txad (FROLINAT), amb seu a Líbia. El 1978 es va traslladar a Trípoli i va tornar a la política. Els membres del FROLINAT la van anomenar «la mare de la revolució» i el partit va guanyar el poder el 1979. També va començar a educar les nenes a Líbia i va fundar una escola islàmica, Ascens de la Nova Generació, on va ensenyar religió, economia domèstica i cura dels nens. Va ensenyar a més de 3600 nenes a l'escola durant els seus anys.
Ella va tornar a N'Djamena el 1980 amb Goukouni Oueddei, líder de les Forces Armades Populars (FAP). Després va ser la presidenta de la facció de dones de FROLINAT. Després de l'elecció d'Hissène Habré el 1982, va marxar amb forces lleials a Oueddei, a Líbia. Mentre es trobava a Líbia, Halimé ensenyava habilitats militars a les dones txadianes exiliades. Va tornar al Txad el 1991, un any després de l'enderrocament d'Habré per Idriss Déby. Molta gent va dir a Déby que el recolzarien només si rebia el suport de Halimé, que finalment ella va donar. Poc després del seu retorn, va guanyar un escó al Parlament del Txad, i va ser diputada fins al 1996.
El 1993 va participar en la Conferència Nacional Sobiranista (CNS) i va ser una dels més fervents defensores de la llengua àrab. El 1994 va crear una associació anomenada Women Az-Zara. En nom de l'associació, es va votar entre deu dones candidates per a ser membres del Consell Superior de la Transició, durant quatre anys. Al juny de 1996, va presentar la candidatura al Parlament com a membre del partit del Front Nacional del Txad de l'oposició, ja que era impossible que es presentés com a independent. Malgrat això, no va guanyar cap escó. Aleshores, Halimé va tenir cura dels orfes els pares dels quals van morir durant el règim d'Habré. També va obrir una escola d'àrab a N'Djamena. Va viure sis pelegrinatges a la Meca durant la seva vida, inclòs un darrer viatge l'any 2000.
Va morir el 7 de gener de 2001, i actualment és recordada amb molta cura com a figura de la resistència femenina al Txad.
En resum del seu llegat, va dir: «Vaig lluitar per la gent mentre lluitava contra el colonitzador».